# Lekkoatletyka na Letnich Igrzyskach Olimpijskich 2020 – sztafeta 4 × 100 m mężczyzn
Konkurs mężczyzn w biegu sztafetowym na 100 metrów podczas XXXII Letnich Igrzysk Olimpijskich w Tokio odbył się w dniach 5–6 sierpnia 2021. Do rywalizacji przystąpiło 64 sportowców z 16 krajów. Areną zawodów był Stadion Olimpijski w Tokio. Mistrzami olimpijskimi zostali Włosi w składzie Lorenzo Patta, Marcell Jacobs, Fausto Desalui Filippo Tortu, wicemistrzami Kanadyjczycy w składzie Aaron Brown, Jerome Blake, Brendon Rodney i Andre De Grasse, a brąz zdobyli reprezentanci Chin w składzie Tang Xingqiang, Xie Zhenye, Su Bingtian, Wu Zhiqiang.
Był to XXV olimpijski konkurs w sztafecie 4 × 100 m mężczyzn.

## Terminarz
godziny zostały podane w czasie japońskim (UTC+9)
| Data            | Godzina rozpoczęcia |         |
| Data            | UTC+09:00           |         |
| --------------- | ------------------- | ------- |
| 5 sierpnia 2021 | 11:30               | runda I |
| 6 sierpnia 2021 | 22:50               | finał   |

## System rozgrywek
W rundzie I udział wzięło 16 reprezentacji. Odbyły się 2 biegi po 8 drużyn, z których awans wywalczyły trzy pierwsze sztafety oraz dwie najszybsze z dalszych miejsc z obu biegów.
W finale wystartowało 8 sztafet.

## Rekordy
Przed rozpoczęciem zawodów aktualny rekord świata i rekord olimpijski były następujące:
| WR | Nesta Carter, Michael Frater, Yohan Blake, Usain Bolt | 36.84 | Londyn | 11 sierpnia 2012 |
| OR | Nesta Carter, Michael Frater, Yohan Blake, Usain Bolt | 36.84 | Londyn | 11 sierpnia 2012 |

Podczas konkursu poprawiono następujące rekordy krajowe:
- Danii
- Ghany
- Włoch
- Chińskiej Republiki Ludowej (wyrównany)

## Wyniki
Athletics Integrity Unit poinformowała, że u Brytyjczyka Chijindu Ujaha wykryto środki wspomagające przyrost mięśni. 18 lutego 2022 ogłoszono oficjalną dyskwalifikację sztafety brytyjskiej z powodu obecności niedozwolonej substancji dopingowej u Ujaha, tym samym Brytyjczycy utracili srebrny medal olimpijski.
| AR – rekord kontynentalny \| NR – rekord krajowy \| PB – rekord życiowy \| =PB – wyrównany rekord życiowy \| SB – najlepszy wynik w sezonie \| =SB – wyrównany najlepszy wynik w sezonie |
| DNF – nie ukończył \|DSQ – dyskwalifikacja |

### Runda I

#### Bieg 1
| Pozycja | Tor | Państwo           | Zawodnicy                                                                             | Reakcja | Czas  | Uwagi |
| ------- | --- | ----------------- | ------------------------------------------------------------------------------------- | ------- | ----- | ----- |
| 1       | 5   | Jamajka           | Jevaughn Minzie, Julian Forte, Yohan Blake, Oblique Seville                           | .146    | 37.82 | Q,    |
|         | 3   | Wielka Brytania   | Chijindu Ujah, Zharnel Hughes, Richard Kilty, Nethaneel Mitchell-Blake                | .152    | DSQ   | Q     |
| 2       | 4   | Japonia           | Shuhei Tada, Ryota Yamagata, Yoshihide Kiryū, Yuki Koike                              | .147    | 38.16 | Q,    |
| 3       | 9   | Francja           | Mouhamadou Fall, Jimmy Vicaut, Méba-Mickaël Zeze, Ryan Zeze                           | .156    | 38.18 | SB    |
| 4       | 2   | Brazylia          | Rodrigo do Nascimento, Felipe Bardi dos Santos, Derick Silva, Paulo André de Oliveira | .140    | 38.34 | SB    |
| 5       | 8   | Trynidad i Tobago | Kion Benjamin, Eric Harrison Jr., Akanni Hislop, Richard Thompson                     | .150    | 38.63 | SB    |
|         | 6   | Holandia          | Joris van Gool, Taymir Burnet, Chris Garia, Churandy Martina                          | .146    | DNF   |       |
|         | 7   | Południowa Afryka | Clarence Munyai, Shaun Maswanganyi, Chederick van Wyk, Akani Simbine                  | .150    | DNF   |       |

#### Bieg 2
| Pozycja | Tor | Państwo           | Zawodnicy                                                               | Reakcja | Czas  | Uwagi |
| ------- | --- | ----------------- | ----------------------------------------------------------------------- | ------- | ----- | ----- |
| 1       | 4   | Chiny             | Tang Xingqiang, Xie Zhenye, Su Bingtian, Wu Zhiqiang                    | .152    | 37.92 | Q,    |
| 2       | 9   | Kanada            | Aaron Brown, Jerome Blake, Brendon Rodney, Andre De Grasse              | .177    | 37.92 | Q,    |
| 3       | 5   | Włochy            | Lorenzo Patta, Marcell Jacobs, Fausto Desalu, Filippo Tortu             | .170    | 37.95 | Q,    |
| 4       | 6   | Niemcy            | Julian Reus, Joshua Hartmann, Deniz Almas, Lucas Ansah-Peprah           | .134    | 38.06 | q,    |
| 5       | 8   | Ghana             | Sean Safo-Antwi, Benjamin Azamati-Kwaku, Emmanuel Yeboah, Joseph Amoah  | .137    | 38.08 | q,    |
| 6       | 3   | Stany Zjednoczone | Trayvon Bromell, Fred Kerley, Ronnie Baker, Cravon Gillespie            | .148    | 38.10 | SB    |
| 7       | 7   | Dania             | Simon Hansen, Tazana Kamanga-Dyrbak, Kojo Musah, Frederik Schou-Nielsen | .143    | 38.16 | NR    |
|         | 2   | Turcja            | Ertan Özkan, Jak Ali Harvey, Kayhan Özer, Ramil Guliyev                 | .146    | DSQ   |       |

### Finał
| Pozycja | Tor | Państwo         | Zawodnicy                                                              | Reakcja | Czas  | Uwagi |
| ------- | --- | --------------- | ---------------------------------------------------------------------- | ------- | ----- | ----- |
| złoto   | 8   | Włochy          | Lorenzo Patta, Marcell Jacobs, Fausto Desalu, Filippo Tortu            | 0.154   | 37.50 | ,     |
| srebro  | 6   | Kanada          | Aaron Brown, Jerome Blake, Brendon Rodney, Andre De Grasse             | 0.148   | 37.70 | SB    |
| brąz    | 4   | Chiny           | Tang Xingqiang, Xie Zhenye, Su Bingtian, Wu Zhiqiang                   | 0.153   | 37.79 | =     |
| 4       | 5   | Jamajka         | Jevaughn Minzie, Julian Forte, Yohan Blake, Oblique Seville            | 0.158   | 37.84 |       |
| 5       | 3   | Niemcy          | Julian Reus, Joshua Hartmann, Deniz Almas, Lucas Ansah-Peprah          | 0.136   | 38.12 |       |
|         | 9   | Japonia         | Shuhei Tada, Ryota Yamagata, Yoshihide Kiryū, Yuki Koike               | 0.139   | DNF   |       |
|         | 2   | Ghana           | Sean Safo-Antwi, Benjamin Azamati-Kwaku, Emmanuel Yeboah, Joseph Amoah | 0.160   | DSQ   |       |
|         | 6   | Wielka Brytania | Chijindu Ujah, Zharnel Hughes, Richard Kilty, Nethaneel Mitchell-Blake | 0.141   | DSQ   |       |